# Melamphaes suborbitalis
Melamphaes suborbitalis — вид беріксоподібних риб родини меламфаєвих (Melamphaidae). Поширений на півночі Атлантики та на півдні Тихого океану біля берегів Нової Зеландії. Це морський, батипелагічний вид, що мешкає на глибині 500—1000 м. Тіло завдовжки до 10 см